# Svensen, Oregon
Svensen là một cộng đồng chưa hợp nhất nằm bên sông Columbia trong Quận Clatsop, tiểu bang Oregon, Hoa Kỳ. Theo sách Các địa danh Oregon, nó được theo tên của Peter Svensen, một người định cư thời xưa. Có một bưu điện tại Svensen từ năm 1895 đến 1944.